# Schönau im Mühlkreis
Schönau im Mühlkreis är en ort och kommun i Österrike. Den ligger i distriktet Freistadt i förbundslandet Oberösterreich, 120 km väster om huvudstaden Wien. 
Kommunen består av 17 orter (Ortschaften) (inom parentes invånarantal 1 januari 2024):

- Almblick (25)
- Am Berg (89)
- Fürling (80)
- Hofing (73)
- Kaining (84)
- Kollnedt (6)
- Niederndorf (130)
- Oberndorf (196)
- Oberwolfgrub (22)
- Pehersdorf (56)
- Prandegg (58)
- Schönau im Mühlkreis (905)
- Sonnblick (54)
- Steinbichl (26)
- Straß (81)
- Unterniederndorf (22)
- Wolfgrub (91)